# Мурино, Катерина
Катерина Мурино (итал. Caterina Murino; род. 15 сентября 1977) — итальянская актриса.

## Жизнь и карьера
Родилась в Кальяри (о. Сардиния) и изначально хотела стать врачом. В 1996 году заняла 4-е место на конкурсе Мисс Италия. Переехав в Лондон, увлекалась театром и актёрской профессией и каждую неделю откладывала средства, чтобы посмотреть что-нибудь в театре Вест-Энда.
Вернувшись в Италию, в 1999—2000 годах изучала драму в «Школе кино и театра» под руководством Франчески де Сапио. Затем появилась в постановке пьесы «Ричард III», участвовала в постановках пьес на итальянском языке. В 2002 году начала карьеру на телевидении, а затем получила всемирную известность после исполнения роли Соланж Димитриос в очередной серии «бондианы» — киноадаптации 2006 года романа «Казино „ Рояль“».
В начале 2011 года снялась с Руфусом Сьюэллом в сериале Zen для BBC. Сериал отменили, но он всё же был показан в США, в телеантологии Masterpiece Mystery.
В том же году появилась в музыкальном клипе Боба Синклера на песню «Far l’amore».
В 2013 году снялась в сериале Одиссей в роли Пенелопы, жены главного героя.

## Избранная фильмография
- Nowhere (2001)
- Корсиканец (2004)
- L’Amour Aux Trousses (2004)
- Eleonora d’Arborea  (2005)
- Весёлые и загорелые (2006)
- Vientos de agua (2006)
- Казино Рояль (2006)
- Одноклассницы (2007)
- Il seme della discordia (2008)
- Райский сад (2008)
- Alibi e sospetti (2008)

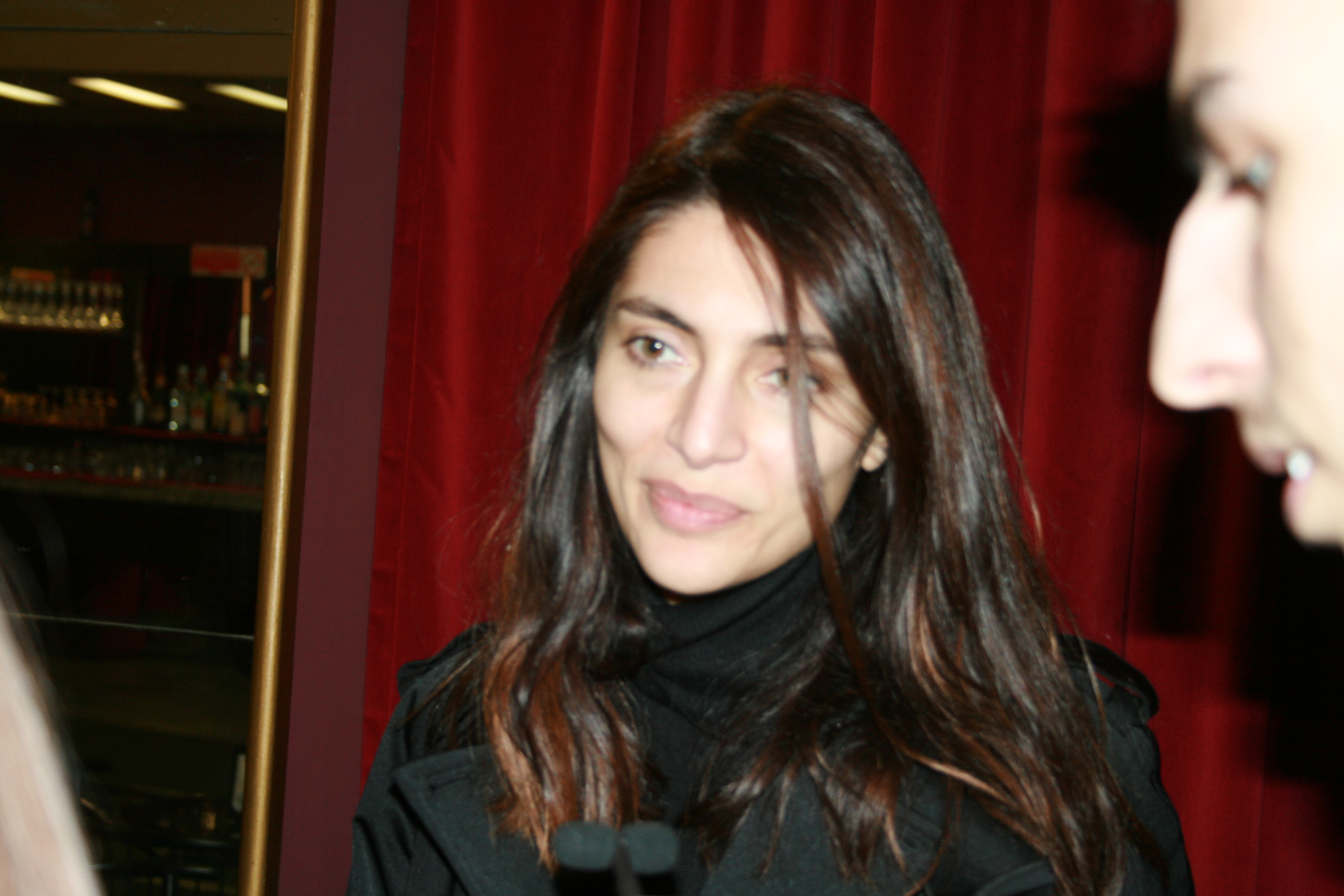
Мурино в марте 2010 года

- Toute ma vie (короткометражный, 2009)
- XIII: Заговор (2009)
- Zen (2011)
- Одиссей (2013)
- The Invincible Piglet (2015)
- Отряд (2015)
- Голос из камня (2017)